# Фихили, Марк
Маркус Майкл Патрик Фихили (англ. Markus Michael Patrick Feehily), более известный как Марк Фихили (в настоящее время Маркус Фихили) — музыкант, вокалист ирландской поп-группы Westlife.

## Биография
Марк Фихили родился 28 мая 1980 года в ирландском городке Слайго в семье Мари и Оливер Фихили. У него два младших брата: Барри (род. в 1985 г.) и Колинн (1989). Как и Киан Иган и Шейн Файлан, будущий участник Westlife проходил обучение в католической школе Summerhill College. Тогда и началось его серьёзное увлечение музыкой: сначала роль в школьной постановке мюзикла «Бриолин», затем, вместе с Шейном и Кианом, и ещё тремя приятелями со школьной скамьи, участие в вокальной группе I.O.U. Затем было признание музыкального коллектива на местном уровне, выпуск сингла «Toghether Girl Forever» и аудиенция у Луиса Уолша, менеджера Boyzone. В итоге Марк Фихили, Шейн Файлан и Киан Иган вместе с Никки Бирном и Брайаном МакФадденом получили приглашение в новый проект Westside, к концу 1998 года получившим его нынешнее название — Westlife.

## Музыкальная карьера
Наравне с Шейном, Марк Фихили — один из ведущих вокалистов Westlife. Он также является соавтором ряда песен группы:
- «Imaginary Diva»
- «Reason For Living»
- «Crying Girl»
- «You Don’t Know»
- «Never Knew I Was Losing You»
- «Where We Belong»
- «Singing Forever»
- «I Won’t Let You Down»
- «You See Friends (I See Lovers)»
- «I’m Missing Loving You»
- «Miss You When I’m Dreaming»
- «Reach Out»
- «I Will Reach You»
- «Before It’s Too Late»
- «Closer»
- «Too Hard to Say Goodbye»

В составе Westlife Марк может похвастаться 11 альбомами, изданными в период с 1999 года по 2010 год, и 14 синглами, в разное время возглавлявшими британский хит-парад.
16 октября 2015 года состоялся выход альбома «Fire» - дебютного сольного лонгплея Марка.

## Личная жизнь
В августе 2005 года Марк, в интервью британскому таблоиду The Sun совершил каминг-аут и рассказал о своих романтических взаимоотношениях с Кевином МакДейдом, участником бой-бэнда «V». Марк, в частности, сказал следующее:«Моя жизнь стала в бесчисленное множество раз лучше. Моя сексуальная ориентация не определяет меня как личность, но является значимой частью, как и разговоры о ней. Это признание полностью изменило мою жизнь, теперь я чувствую себя намного более счастливым и раскованным. Это самое лучшее, что я когда-либо делал.» В отличие от других членов группы, Марк долгое время ни с кем не обсуждал свою частную жизнь, и менеджер Westlife Луис Уолш не знал о его сексуальной ориентации, когда набирал исполнителей в свой новый проект.